# Max Barskih
Mykola Mykolaiovych Bortnyk (tiếng Ukraina: Микола Миколайович Бортник, sinh ngày 8 tháng 3 năm 1990), nổi bật hơn với nghệ danh Max Barskih (tiếng Ukraina: Макс Барських) và bản ngã khác là Mickolai, là một ca sĩ và nhạc sĩ sáng tác bài hát người Ukraina. Anh lớn lên ở Kherson, Ukraina rồi chuyển đến Kyiv hoạt động sau khi tốt nghiệp. Anh đã phát hành sáu album phòng thu, một album tuyển tập và một đĩa EP.

## Sự nghiệp
Max Barskih trở nên nổi tiếng ở Ukraina và các nước hậu Xô viết vào năm 2008 nhờ làm thí sinh của chương trình tìm kiếm tài năng Ukraina "Fabryka Zirok 2" (Star Factory 2).
Năm 2010, Max Barskih đoạt giải thưởng lớn đầu tiên sau khi được trao giải "Nghệ sĩ Ukraina xuất sắc nhất" tại lễ trao giải Âm nhạc MTV châu Âu.
Max Barskih cũng có màn diễn xuất đầu tay vào năm 2010, khi anh sắm vai trong bộ phim điện ảnh nhạc Mademoiselle Zhivago của Lara Fabian (sách được xuất bản năm 2013).
Năm 2012, Barskih tham gia Vòng thử giọng của Eurovision Song Contest cho Ukraina với bài hát "Dance" thể hiện bằng tiếng Anh, song đã để thua đáng tiếc trước Gaitana - đại diện cho Ukraina dự thi Eurovision tại Baku với ca khúc "Be My Guest".
Max Barskih đã gặt hái nhiều giải thưởng, gồm giải "Ca sĩ của năm" tại giải âm nhạc Baltic 2011, giải "Microphone Pha lê" 2011, giải âm nhạc M1 2017, giải Người đàn ông của năm (GQ) 2018, giải New Radio Awards 2019, giải Love Radio Awards 2019 và tại giải Top Hit Music Awards 2020.
Forbes Hoa Kỳ và Vogue Ukraina mệnh danh Barskih "ca sĩ hát tiếng Nga thành công nhất trên thị trường quốc tế".
Trong suốt sự nghiệp, Barskih đã gắn bó thân thiết với nhà sản xuất Alan Badoev; anh này đã đạo diễn phần lớn các video âm nhạc (MV) của Barskih. Các MV của Barskih trở nên nổi tiếng ở các quốc gia thuộc khối CIS. Vị đạo diễn thích sử dụng nhiều hiệu ứng hình ảnh cho MV của Barskih, như các MV của bài "Теряю тебя" ("Lạc lối trong tình yêu") được phát hành với định dạng 3D ở các nước thuộc khối CIS.
Barskih tự sáng tác nhạc và viết lời cho các bài hát của mình (như anh từng được đề cử giải "Nhạc sĩ sáng tác lời bài hát của năm tại giải thưởng âm nhạc quốc gia Nga 2019), và phần nào đó tham gia vào khâu sản xuất. Phần lớn các bài hát của anh là bằng tiếng Nga, song anh cũng hát bằng cả tiếng Ukraina (ví dụ như "Небо"  và "Двоє") và tiếng Anh (ví dụ "Z.Dance" (một phần bằng tiếng Anh) và "Silence" (toàn bộ bằng tiếng Anh)).
Trong cuộc xâm lược Ukraina của Nga năm 2022, Barskih đã tham gia Lực lượng Vũ trang Ukraina.
Mùa thu 2023, anh khởi động một chuyến lưu diễn toàn thế giới nhằm ủng hộ Ukraina từ Lisbon.

## Các dự án khác

### Sáng tác bài hát
Barskih tự sáng tác các bài hát của mình và đôi khi sáng tác ca khúc cho các nghệ sĩ khác.
| Danh sách chọn lọc các bài hát mà Max Barskih sáng tác cho nghệ sĩ khác | Danh sách chọn lọc các bài hát mà Max Barskih sáng tác cho nghệ sĩ khác | Danh sách chọn lọc các bài hát mà Max Barskih sáng tác cho nghệ sĩ khác | Danh sách chọn lọc các bài hát mà Max Barskih sáng tác cho nghệ sĩ khác |
| Năm                                                                     | Nghệ sĩ                                                                 | Tên bài hát                                                             | Ghi chú                                                                 |
| ----------------------------------------------------------------------- | ----------------------------------------------------------------------- | ----------------------------------------------------------------------- | ----------------------------------------------------------------------- |
| 2010                                                                    | Svetlana Loboda                                                         | "Сердце бьётся" ("Serdtse b'yotsya"/"Heart Beats")                      |                                                                         |
| 2012                                                                    | Misha Romanova                                                          | "Невесомая" ("Nevesomaya"/"Weightless")                                 |                                                                         |
| 2012                                                                    | Misha Romanova                                                          | "Не верь мне" ("Ne ver' mne"/"Don't Believe Me")                        |                                                                         |
| 2014                                                                    | Tina Karol                                                              | "Любила" ("Lyubila"/"Loved")                                            |                                                                         |
| 2015                                                                    | Natalia Mohylevska                                                      | "Всё хорошо" ("Vso khorosho"/"Things are good")                         |                                                                         |
| 2016                                                                    | Kristina Orbakaitė                                                      | "Ты мой" ("Ty moy"/"You are My")                                        |                                                                         |
| 2016                                                                    | Ani Lorak                                                               | "Удержи мое сердце" ("Uderzhi moye serdtse"/"Hold my Heart")            | Thắng giải New Radio "Major League" và giải Gramophone Vàng             |
| 2017                                                                    | Tayanna                                                                 | "I Love You"                                                            | Barskih kiêm sản xuất bài hát                                           |
| 2019                                                                    | Misha Romanova                                                          | "MAKEUP"                                                                | Barskih kiêm sản xuất bài hát, đạo diễn và sản xuất video âm nhạc       |
| 2019                                                                    | Misha Romanova                                                          | "Лунная" ("Lunnaya"/"Lunar" )                                           | Barskih kiêm sản xuất bài hát                                           |
| 2019                                                                    | Misha Romanova                                                          | "Помада" ("Pomada"/"Pomade")                                            | Barskih kiêm sản xuất bài hát                                           |
| 2019                                                                    | Misha Romanova                                                          | "MAXIM"                                                                 | Barskih kiêm sản xuất bài hát, đạo diễn và sản xuất video âm nhạc       |
| 2019                                                                    | Misha Romanova                                                          | "Зачем?" ("Zachem?"/"What for?")                                        | Barskih kiêm sản xuất bài hát                                           |
| 2020                                                                    | Misha Romanova                                                          | "Кино" ("Kino"/"Movie" )                                                | Barskih kiêm sản xuất bài hát                                           |
| 2020                                                                    | Misha Romanova                                                          | "Ты" ("Ty"/"You" )                                                      | Barskih kiêm sản xuất bài hát                                           |
| 2021                                                                    |                                                                         | Tequila Sunrise                                                         |                                                                         |

### Diễn xuất
Trong sự nghiệp diễn xuất, Barskih đã đóng trong hai bộ phim điện ảnh đề tài âm nhạc.

## Danh sách đĩa nhạc

### Album phòng thu
- 1:MAX BARSKIH (2009)[61]
- Z.Dance (2012)[62]
- По Фрейду (By Freud, 2014)[63]
- Туманы (Mists, 2016)[64]
- 7 (2019)[65]
- 1990 (2020)[66]

### Album tuyển tập
- Words (2015)

### EP
- Mickolai – EP (2015)

### Đĩa đơn
- 2009: S.L. (Suka Lyubov') [Love is a bitch]
- 2009: Пусто (Pusto) [Empty]
- 2009: DVD (với Natalia Mogilevskaya)
- 2010: Агония (Agoniya) [Agony][67]
- 2010: Сердце бьётся (Serdtse Byotsya) [Heart is Beating] (with Svetlana Loboda)[68]
- 2010: Студент (Student)[69]
- 2011: Lost in Love | Теряю тебя (Terayu Tebya) [Losing you][70]
- 2011: Белый ворон (Beliy Voron) [White Raven]
- 2011: Atoms | Глаза-убийцы (Glaza-ubiytsi) [Eyes of a Killer]
- 2011: Downtown
- 2011: Dance[7]
- 2012: F**K OFF
- 2012: Higher
- 2012: Alive | Пылай (Pylay) [Blaze]
- 2012: I Wanna Run |  Я болею тобой (Ya boleyu toboy) [I'm a fan of you]
- 2013: По Фрейду (By Freud)[71]
- 2013: Какой была твоя любовь? (What was your love?)[72]
- 2013: Hero_in[73]
- 2013: Небо (Sky)[24]
- 2014: Отпусти (Let Me Go)[74]
- 2014: Всё серьёзно (Everything's Serious)[75]
- 2015: Хочу танцевать (I Want To Dance)[76]
- 2015: Подруга – Ночь (Night is my friend)[77]
- 2016: Займёмся Любовью (Let's Make Love)[78]
- 2016: Последний летний день (Last Day of Summer)[79]
- 2016: Туманы (Mists)[80]
- 2016: Неверная (Unfaithful)[81]
- 2017: Моя любовь (My love)[82]
- 2017: Февраль (February)[83]
- 2018: Берега (Shores)[81]
- 2019: Неслучайно (For a Reason)[84]
- 2019: Лей, не жалей (Pour, Have No Regrets)[14]
- 2020: Небо льёт дождем (Sky is Raining)[84]
- 2020: ПО СЕКРЕТY (In Secret)[85]
- 2020: Silence[86]
- 2021: Bestseller (feat. Zivert)
- 2021: Tequila Sunrise[87]
- 2022 Don't Fuck With Ukraine[87]

## Danh sách phim
| Vai diễn trong phim điện ảnh | Vai diễn trong phim điện ảnh | Vai diễn trong phim điện ảnh | Vai diễn trong phim điện ảnh | Vai diễn trong phim điện ảnh          | Vai diễn trong phim điện ảnh |
| Năm                          | Loại hình sản xuất           | Tựa phim                     | Ngôn ngữ                     | Vai diễn                              | Ghi chú |
| ---------------------------- | ---------------------------- | ---------------------------- | ---------------------------- | ------------------------------------- | --- |
| 2012                         | Phim điện ảnh âm nhạc        | Z.Dance (ru)                 | Tiếng Anh và tiếng Nga       | Vai chính                             | Có toàn bộ các bài hát của từ album "Z.Dance" của Barskih; do Alan Badoev làm đạo diễn                                                        |
| 2013                         | Phim điện ảnh âm nhạc        | Mademoiselle Zhivago         | Tiếng Nga và tiếng Pháp      | Vai phụ (đóng người tình của Fabian') | Với Lara Fabian thủ vai chính; có toàn bộ các bài hát từ album "Mademoiselle Zhivago" của Fabian; ghi hình năm 2010; đạo diễn bởi Alan Badoev |

| Xuất hiện trên chương trình truyền hình | Xuất hiện trên chương trình truyền hình             | Xuất hiện trên chương trình truyền hình             | Xuất hiện trên chương trình truyền hình   | Xuất hiện trên chương trình truyền hình     | Xuất hiện trên chương trình truyền hình |
| Năm                                     | Tựa tiếng Anh                                       | Tựa gốc                                             | Loại hình sản xuất                        | Vai diễn                                    | Ghi chú |
| --------------------------------------- | --------------------------------------------------- | --------------------------------------------------- | ----------------------------------------- | ------------------------------------------- | --- |
| 2008                                    | "Star Factory" Ukraine (Mùa 2)                      | tiếng Ukraina: «Фабрика зірок»/«Fabrika Zirok»      | Chương trình tìm kiếm tài năng ca hát     | Thí sinh                                    | Kết thúc ở vị trí thứ sáu (bị loại sau một vụ bê bối) |
| 2012                                    | "Star Factory" Russia (Mùa 9)                       | tiếng Nga: «Фабрика звёзд»/«Fabrika Zvyozd»         | Chương trình tìm kiếm tài năng ca hát     | Thành viên của "Đội tuyển quốc gia Ukraina" | Mùa đặc biệt của chương trình, khi những thí sinh tốt nghiệp các phiên bản tiếng Nga và Ukraina của "Star Factory" tranh tài với nhau tại "đội tuyển quốc gia" |
| 2017                                    | "Dancing with the Stars" Ukraine (Mùa 5), Chung kết | tiếng Ukraina: «Танці з зірками»/«Tantsi z Zykarmi» | Chương trình khiêu vũ của người nổi tiếng | Tiết mục khách mời                          | Xuất hiện khách mời tại trận chung kết của mùa năm |
| 2019                                    | X-Factor Ukraine (Mùa 10), Chung kết                | tiếng Ukraina: «Ікс-Фактор»/«X-Factor»              | Chương trình tìm kiếm tài năng ca hát     | Tiết mục khách mời                          | Tiết mục khách mời ở trận chung kết của mùa 10; thể hiện các bài hát "Февраль" (song ca với thí sinh cũng dự chung kết là Maria Stopnyk) và "Лей, не жалей"    |

## Đề cử và giải thưởng
| Năm  | Giải thưởng                                                      | Quốc gia                          | Hạng mục                                                                             | Tác phẩm | Kết quả      |
| ---- | ---------------------------------------------------------------- | --------------------------------- | ------------------------------------------------------------------------------------ | --- | ------------ |
| 2010 | Giải Âm nhạc châu Âu của MTV 2010                                | Tây Ban Nha (giải thưởng quốc tế) | Nghệ sĩ Ukraina xuất sắc nhất                                                        | | Đoạt giải    |
| 2011 | Giải Âm nhạc châu Âu của MTV 2011                                | Bắc Ireland (giải thưởng quốc tế) | Nghệ sĩ Ukraina xuất sắc nhất                                                        | | Đề cử        |
| 2011 | Giải thưởng Âm nhạc Baltic                                       | Latvia (giải thưởng quốc tế)      | Nam ca sĩ của năm                                                                    | | Đoạt giải    |
| 2011 | Giải thưởng Âm nhạc Baltic                                       | Latvia (giải thưởng quốc tế)      | Bài hát của năm                                                                      | "Теряю тебя" ("Teryayu tebya"/"I'm Losing You") | Đoạt giải    |
| 2011 | Giải thưởng Âm nhạc Baltic                                       | Latvia (giải thưởng quốc tế)      | Video âm nhạc baltic của năm                                                         | "Теряю тебя" ("Teryayu tebya"/"I'm Losing You"), đạo diễn bởi Alan Badoev                                                                                | Đoạt giải    |
| 2011 | Giải thưởng Âm nhạc Baltic                                       | Latvia (giải thưởng quốc tế)      | Video âm nhạc toàn thế giới của năm                                                  | "Теряю тебя" ("Teryayu tebya"/"I'm Losing You"), đạo diễn bởi Alan Badoev                                                                                | Đề cử        |
| 2011 | Giải thưởng Âm nhạc Baltic                                       | Latvia (giải thưởng quốc tế)      | Nghệ sĩ diện đồ đẹp nhất năm                                                         | | Đề cử        |
| 2011 | Liên hoan âm nhạc trực tiếp Europa Plus                          | Nga (giải thưởng quốc gia)        | Nghệ sĩ mới của năm                                                                  | | Đoạt giải    |
| 2011 | Crystal Microphone Awards                                        | Nga (giải thưởng quốc gia)        | Ca sĩ của năm                                                                        | | Đoạt giải    |
| 2011 | Crystal Microphone Awards                                        | Nga (giải thưởng quốc gia)        | Giải Đặc biệt: Nghệ sĩ ủng hộ châu Âu                                                | | Đoạt giải    |
| 2011 | Giải Gramophone Vàng                                             | Ukraina (giải thưởng quốc gia)    | Gramophone Vàng                                                                      | "Агония" ("Agoniya"/ "Аgony") | Đoạt giải    |
| 2011 | ZD Awards                                                        | Nga (giải thưởng quốc gia)        | Nam ca sĩ quyến rũ nhất năm                                                          | | Đoạt giải    |
| 2012 | Giải YUNA                                                        | Ukraina (giải thưởng quốc gia)    | Nam nghệ sĩ trình diễn xuất sắc nhất năm                                             | | Đề cử        |
| 2012 | Giải YUNA                                                        | Ukraina (giải thưởng quốc gia)    | Video âm nhạc xuất sắc nhất năm                                                      | "Z.Dance", đạo diễn bởi Alan Badoev | Đề cử        |
| 2012 | Muz-TV Awards                                                    | Nga (giải thưởng quốc gia)        | Nghệ sĩ đột phá của năm                                                              | | Đoạt giải    |
| 2012 | RU.TV Russian Music Awards                                       | Nga (giải thưởng quốc gia)        | Tác phẩm sáng tạo của năm                                                            | "Глаза-убийцы" ("Glaza-ubiytsy"/"Killer Eyes") | Đề cử        |
| 2013 | Giải YUNA                                                        | Nga (giải thưởng quốc gia)        | Nam nghệ sĩ trình diễn xuất sắc nhất năm                                             | | Đề cử        |
| 2013 | Pesnya Goda Gala                                                 | Nga (giải thưởng quốc gia)        | giải được trao cho các bài hát hay nhất năm                                          | "Небо" ( "Nebo"/"Sky") | Đoạt giải    |
| 2014 | Giải YUNA                                                        | Nga (giải thưởng quốc gia)        | Nam nghệ sĩ trình diễn xuất sắc nhất năm                                             | | Đề cử        |
| 2014 | Inter TV Bài hát của năm Awards                                  | Nga (giải thưởng quốc gia)        | Bài hát của năm                                                                      | "Отпусти" ("Otpusti"/"Let Me Go") | Đoạt giải    |
| 2015 | Giải YUNA                                                        | Nga (giải thưởng quốc gia)        | Nghệ sĩ solo của năm                                                                 | | Đề cử        |
| 2015 | M1 Music Awards                                                  | Nga (giải thưởng quốc gia)        | Nam ca sĩ của năm                                                                    | | Đoạt giải    |
| 2016 | M1 Music Awards                                                  | Nga (giải thưởng quốc gia)        | Nam ca sĩ của năm                                                                    | | Đề cử        |
| 2016 | M1 Music Awards                                                  | Nga (giải thưởng quốc gia)        | Quay phim xuất sắc nhất năm                                                          | "Последний летний день" ("Posledniy letniy den'"/"Last Summer Day"), đạo diễn bởi Alan Badoev                                                            | Đoạt giải    |
| 2016 | M1 Music Awards                                                  | Nga (giải thưởng quốc gia)        | Video âm nhạc xuất sắc nhất năm                                                      | "Последний летний день" ("Posledniy letniy den'"/"Last Summer Day"), đạo diễn bởi Alan Badoev                                                            | Đề cử        |
| 2016 | Giải YUNA                                                        | Nga (giải thưởng quốc gia)        | Nghệ sĩ solo của năm                                                                 | | Đề cử        |
| 2016 | Giải YUNA                                                        | Nga (giải thưởng quốc gia)        | Album xuất sắc nhất năm                                                              | "Туманы" ("Tumany"/"Mists") | Đề cử        |
| 2017 | RU.TV Russian Music Awards                                       | Nga (giải thưởng quốc gia)        | Nam ca sĩ xuất sắc nhất năm                                                          | | Đề cử        |
| 2017 | Fashion People Awards                                            | Nga (giải thưởng quốc gia)        | Ngôi sao nam thời trang nhất năm                                                     | | Đoạt giải    |
| 2017 | Fashion People Awards                                            | Nga (giải thưởng quốc gia)        | Bài hát của năm                                                                      | "Туманы" ("Tumany"/"Mists") | Đề cử        |
| 2017 | Muz-TV Awards                                                    | Nga (giải thưởng quốc gia)        | Bài hát hay nhất năm                                                                 | "Туманы" ("Tumany"/"Mists") | Đề cử        |
| 2017 | Muz-TV Awards                                                    | Nga (giải thưởng quốc gia)        | Album xuất sắc nhất năm                                                              | "Туманы" ("Tumany"/"Mists") | Đề cử        |
| 2017 | M1 Music Awards                                                  | Nga (giải thưởng quốc gia)        | Ca sĩ xuất sắc nhất năm                                                              | | Đoạt giải    |
| 2017 | M1 Music Awards                                                  | Nga (giải thưởng quốc gia)        | Bài hit của năm                                                                      | "Туманы" ("Tumany"/"Mists") | Đoạt giải    |
| 2017 | M1 Music Awards                                                  | Nga (giải thưởng quốc gia)        | Đạo diễn video âm nhạc xuất sắc nhất                                                 | Alan Badoev cho inter alia Mists | Đoạt giải    |
| 2017 | M1 Music Awards                                                  | Nga (giải thưởng quốc gia)        | Bộ phận PR xuất sắc nhất                                                             | Công ty giải trí Secret Service Entertainment cho các nghệ sĩ Max Barskih và Tayanna                                                                     | Đoạt giải    |
| 2017 | Music Box Awards                                                 | Nga (giải thưởng quốc gia)        | Bài hát của năm                                                                      | "Туманы" ("Tumany"/"Mists") | Đoạt giải    |
| 2017 | MD Editors' Choice Awards                                        | Nga (giải thưởng quốc gia)        | Bài hát phổ biến của năm                                                             | "Туманы" ("Tumany"/"Mists") | Đoạt giải    |
| 2017 | Giải Gramophone Vàng                                             | Nga (giải thưởng quốc gia)        | Gramophone Vàng                                                                      | "Туманы" ("Tumany"/"Mists") | Đoạt giải    |
| 2017 | VK Music Awards                                                  | Nga (giải thưởng quốc tế)         | được trao cho một trong những bài hát được phát nhiều nhất năm trên mạng xã hội VK   | "Туманы" ("Tumany"/"Mists") | Đoạt giải    |
| 2017 | BelMuzTV Awards                                                  | Belarus (giải thưởng quốc tế)     | Nghệ sĩ sáng tạo của năm                                                             | "Моя любовь" ("Moya lyubov'"/"My Love") | Đoạt giải    |
| 2017 | Major League Awards                                              | Nga (giải thưởng quốc gia)        | được trao cho một trong những bài hát phổ biến nhất năm                              | "Моя любовь" ("Moya lyubov'"/"My Love") | Đoạt giải    |
| 2017 | Giải YUNA                                                        | Nga (giải thưởng quốc gia)        | Buổi hòa nhạc xuất sắc nhất năm                                                      | "Туманы" ("Tumany"/"Mists") Concert | Đề cử        |
| 2017 | Giải YUNA                                                        | Nga (giải thưởng quốc gia)        | Video âm nhạc xuất sắc nhất năm                                                      | "Моя любовь" ("Moya lyubov'"/"My Love"), đạo diễn bởi Alan Badoev                                                                                        | Đề cử        |
| 2017 | Love Radio Awards                                                | Nga (giải thưởng quốc gia)        | Video âm nhạc xuất sắc nhất năm                                                      | "Моя любовь" ("Moya lyubov'"/"My Love"), đạo diễn bởi Alan Badoev                                                                                        | Đoạt giải    |
| 2017 | Love Radio Awards                                                | Nga (giải thưởng quốc gia)        | Nam ca sĩ xuất sắc nhất năm                                                          | | Đề cử        |
| 2018 | RU.TV Russian Music Awards                                       | Nga (giải thưởng quốc gia)        | Nam ca sĩ xuất sắc nhất năm                                                          | | Đề cử        |
| 2018 | RU.TV Russian Music Awards                                       | Nga (giải thưởng quốc gia)        | Video âm nhạc xuất sắc nhất năm                                                      | "Моя любовь" ("Moya lyubov'"/"My Love"), đạo diễn bởi Alan Badoev                                                                                        | Đoạt giải    |
| 2018 | Top Hit Music Awards                                             | Nga (giải thưởng quốc gia)        | Bài hát thành công nhất trên đài phát thanh của năm                                  | "Туманы" ("Tumany"/"Mists") | Đoạt giải    |
| 2018 | Major League Awards                                              | Nga (giải thưởng quốc gia)        | được trao cho một trong những bài hát phổ biến nhất năm                              | "Туманы" ("Tumany"/"Mists") | Đoạt giải    |
| 2018 | Love Radio Awards                                                | Nga (giải thưởng quốc tế)         | Nam ca sĩ xuất sắc nhất năm                                                          | | Đề cử        |
| 2018 | Love Radio Awards                                                | Nga (giải thưởng quốc tế)         | Buổi hòa nhạc xuất sắc nhất năm                                                      | Solo concert in Megasport Arena | Đề cử        |
| 2018 | Love Radio Awards                                                | Nga (giải thưởng quốc tế)         | Video âm nhạc xuất sắc nhất năm                                                      | "БЕРЕГА" ("BEREGA"/"SHORES"), đạo diễn bởi Alan Badoev                                                                                                   | Đề cử        |
| 2018 | ZD Awards                                                        | Nga (giải thưởng quốc gia)        | Video âm nhạc xuất sắc nhất năm                                                      | "БЕРЕГА" ("BEREGA"/"SHORES"), đạo diễn bởi Alan Badoev                                                                                                   | Đề cử        |
| 2018 | Fashion People Awards                                            | Nga (giải thưởng quốc gia)        | Video thời trang của năm                                                             | "БЕРЕГА" ("BEREGA"/"SHORES"), đạo diễn bởi Alan Badoev                                                                                                   | Đề cử        |
| 2018 | Fashion People Awards                                            | Nga (giải thưởng quốc gia)        | Nam ca sĩ thời trang nhất năm                                                        | | Đề cử        |
| 2018 | Viva! Awards                                                     | Nga (giải thưởng quốc gia)        | Người đàn ông đẹp nhất năm                                                           | | Đề cử        |
| 2018 | Music Box Awards                                                 | Nga (giải thưởng quốc gia)        | Ca sĩ của năm                                                                        | | Đề cử        |
| 2018 | Giải YUNA                                                        | Nga (giải thưởng quốc gia)        | Nam nghệ sĩ trình diễn xuất sắc nhất năm                                             | | Đề cử        |
| 2018 | Giải YUNA                                                        | Nga (giải thưởng quốc gia)        | Bài hát ngoại ngữ hay nhất năm                                                       | "Сделай громче" ("Sdelay gromche"/"Make it Louder") | Đề cử        |
| 2018 | Giải Gramophone Vàng                                             | Nga (giải thưởng quốc gia)        | Gramophone Vàng                                                                      | "Моя любовь" ("Moya lyubov'"/"My Love") | Đoạt giải    |
| 2018 | GQ Men of the Year Awards                                        | Nga (giải thưởng quốc gia)        | Nam nhạc sĩ của năm                                                                  | | Đoạt giải    |
| 2018 | Muz-TV Awards                                                    | Nga (giải thưởng quốc gia)        | Video âm nhạc của nghệ sĩ nam xuất sắc nhất năm                                      | "Моя любовь" ("Moya lyubov'"/"My Love"), đạo diễn bởi Alan Badoev                                                                                        | Đề cử        |
| 2019 | New Radio Awards                                                 | Nga (giải thưởng quốc gia)        | Nghệ sĩ nam hay nhất năm                                                             | | Đoạt giải    |
| 2019 | RU.TV Russian Music Awards                                       | Nga (giải thưởng quốc gia)        | Nam ca sĩ xuất sắc nhất năm                                                          | | Đoạt giải    |
| 2019 | RU.TV Russian Music Awards                                       | Nga (giải thưởng quốc gia)        | Bài hát chủ đề của năm                                                               | "Полураздета" ("Polurazdeta"/"Half-Dressed"; OST of Ukrainian cinema movie "Секс и ничего личного"/"Seks i nichego lichnogo"/"Sex And Nothing Personal") | Đề cử        |
| 2019 | RU.TV Russian Music Awards                                       | Nga (giải thưởng quốc gia)        | Buổi hòa nhạc xuất sắc nhất năm                                                      | "Туманы" ("Tumany"/"Mists") Concert (Megasport Arena) | Đề cử        |
| 2019 | Love Radio Awards                                                | Nga (giải thưởng quốc gia)        | Nam ca sĩ của năm                                                                    | | Đoạt giải    |
| 2019 | Top Hit Music Awards                                             | Nga (giải thưởng quốc gia)        | Đĩa đơn của nam ca sĩ thành công nhất trên đài phát thanh của năm                    | | Đề cử        |
| 2019 | Muz-TV Awards                                                    | Nga (giải thưởng quốc gia)        | Nam nghệ sĩ trình diễn xuất sắc nhất năm                                             | | Đề cử        |
| 2019 | Muz-TV Awards                                                    | Nga (giải thưởng quốc gia)        | Bài hát xuất sắc nhất năm                                                            | "БЕРЕГА" ("BEREGA"/"SHORES") | Đề cử        |
| 2019 | Muz-TV Awards                                                    | Nga (giải thưởng quốc gia)        | Buổi hòa nhạc xuất sắc nhất năm                                                      | "Туманы" ("Tumany"/"Mists") Concert (Megasport Arena) | Đề cử        |
| 2019 | High Five Awards                                                 | Nga (giải thưởng quốc gia)        | Nam ca sĩ của năm                                                                    | | Đề cử        |
| 2019 | Russian National Music Awards (hay còn gọi là "Victoria Awards") | Nga (giải thưởng quốc gia)        | Nam ca sĩ nhạc pop hay nhất năm                                                      | | Đề cử        |
| 2019 | Russian National Music Awards (hay còn gọi là "Victoria Awards") | Nga (giải thưởng quốc gia)        | Video âm nhạc xuất sắc nhất năm                                                      | "БЕРЕГА" ("BEREGA"/"SHORES"), đạo diễn bởi Alan Badoev                                                                                                   | Đề cử        |
| 2019 | Russian National Music Awards (hay còn gọi là "Victoria Awards") | Nga (giải thưởng quốc gia)        | Bài hit nhạc dance hay nhất năm                                                      | "БЕРЕГА" ("BEREGA"/"SHORES") | Đề cử        |
| 2019 | Russian National Music Awards (hay còn gọi là "Victoria Awards") | Nga (giải thưởng quốc gia)        | Nhạc sĩ soạn lời bài hát của năm                                                     | "БЕРЕГА" ("BEREGA"/"SHORES") | Đề cử        |
| 2019 | Giải Gramophone Vàng                                             | Nga (giải thưởng quốc gia)        | Gramophone Vàng                                                                      | "БЕРЕГА" ("BEREGA"/"SHORES") | Đoạt giải    |
| 2019 | Giải YUNA                                                        | Ukraine (giải thưởng quốc gia)    | Nam nghệ sĩ trình diễn xuất sắc nhất năm                                             | | Chưa công bố |
| 2019 | Giải YUNA                                                        | Ukraine (giải thưởng quốc gia)    | Bài hát ngoại ngữ hay nhất năm                                                       | "Неземная" ("Nieziemnaja"/"Unearthly") | Chưa công bố |
| 2019 | Giải YUNA                                                        | Ukraine (giải thưởng quốc gia)    | Album xuất sắc nhất năm                                                              | "7" | Chưa công bố |
| 2019 | Giải YUNA                                                        | Ukraine (giải thưởng quốc gia)    | Chương trình hòa nhạc xuất sắc nhất năm                                              | "7" Concert | Chưa công bố |
| 2020 | New Radio Awards                                                 | Nga (giải thưởng quốc gia)        | Nam nghệ sĩ xuất sắc nhất năm                                                        | | Đề cử        |
| 2020 | Giải Gramophone Vàng                                             | Nga (giải thưởng quốc gia)        | Grand Prix                                                                           | "Лей, не жалей" ("Ley, ne zhaley"/"Lei, don't have regrets")\|                                                                                           | Chưa công bố |
| 2020 | Top Hit Music Awards                                             | Nga (giải thưởng quốc gia)        | Giải Đặc biệt: Bài hát thành công nhất trên đài phát thanh của năm và cuối thập niên | "Лей, не жалей" ("Ley, ne zhaley"/"Lei, don't have regrets")\|                                                                                           | Đoạt giải    |
| 2020 | Top Hit Music Awards                                             | Nga (giải thưởng quốc gia)        | Ca sĩ nổi tiếng trên đài phát thanh của năm                                          | | Đoạt giải    |
| 2020 | Top Hit Music Awards                                             | Nga (giải thưởng quốc gia)        | Video âm nhạc của năm                                                                | "БЕРЕГА" ("BEREGA"/"SHORES"), đạo diễn bởi Alan Badoev                                                                                                   | Đoạt giải    |
| 2020 | ZHARA Music Awards                                               | Nga (giải thưởng quốc gia)        | Nam ca sĩ xuất sắc nhất năm                                                          | | Chưa công bố |
| 2020 | ZHARA Music Awards                                               | Nga (giải thưởng quốc gia)        | Album xuất sắc nhất năm                                                              | "7" | Chưa công bố |